# デイヴィッド・トンプソン (バルバドスの政治家)

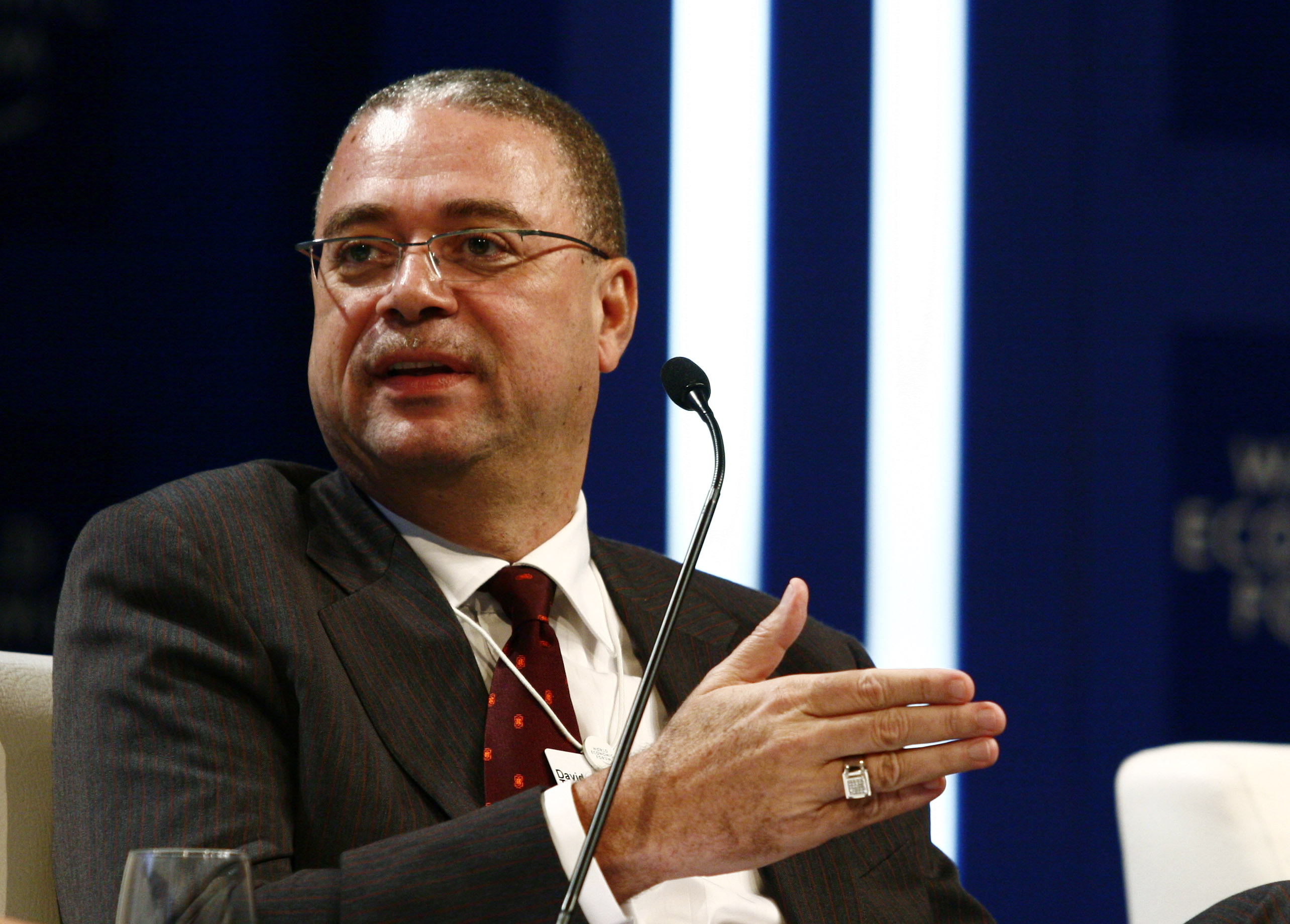
デイヴィッド・トンプソン

デイヴィッド・ジョン・ハワード・トンプソン（英: David John Howard Thompson、1961年12月25日 - 2010年10月23日）は、バルバドスの政治家。

## 経歴・人物
1961年12月25日、イギリスのロンドン生まれ。バルバドスで弁護士を務め政界入り。バルバドス民主労働党へ入党。エロル・バーロウ政権の下で財務大臣などを務めた。
1994年に同党党首に就任。2008年の下院総選挙で勝利し首相に就任した。2010年3月に膵臓癌が見つかってからはニューヨークとの間を行き来して化学療法を受けていたが、同年10月23日にバルバドス国内の自宅で死去。48歳であった。後任にはフローンデル・スチュアート副首相・検事総長兼内務大臣が就任した。

## 脚註
1. 1 2  デービッド・トンプソン氏死去　バルバドス首相 - 47NEWS（よんななニュース）
2. ↑  外務省: トンプトン・バルバドス首相逝去（菅総理大臣からの弔電の発出）